# Ponte (Vila Verde)
Ponte es una freguesia portuguesa del concelho de Vila Verde, con 3,22 km² de superficie y 561 habitantes (2001). Su densidad de población es de 174,2 hab/km².